# Марсник 1
Марсник 1 (още познат като Марс 1960А) е орбитален космически апарат, унищожен по време на изстрелването си на 10 октомври 1960 г. Това е първият космически апарат от съветската програма Марс. Сондата от тип 1М е трябвало да прелети покрай Марс, но е загубена при изстрелването.
Марсник 1 е товарът на първата изстреляна ракета носител Мълния 8К78. Ракетата има сериен номер Л1-4М и представлява модификация на Р-7. Изстрелването е извършено в 14:27:49 UTC на 10 октомври 1960 г. от ракетна площадка Гагаринов старт, космодрума Байконур.
По време на изгарянето на втория ускорителен блок възникват вибрации, които резонират в третия ускорителен блок и повреждат системата за контрол на височината. В резултат на повредата ракетата излиза от курса и двигателите спират 5 минути и 9 секунди след изстрелването. Космическият апарат не успява да достигне орбита и отломките му падат над Сибир.